# منطقه آکرای بزرگ
استان آکرای بزرگ (به لاتین: Greater Accra Region) یک استان در غنا است که در جنوب شرقی کشور واقع شده‌است.

## خصوصیات
منطقه آکرای بزرگ ۳٬۲۴۵ کیلومترمربع مساحت و ۴٬۰۱۰٬۰۵۴ نفر جمعیت دارد.